# KS Posnania

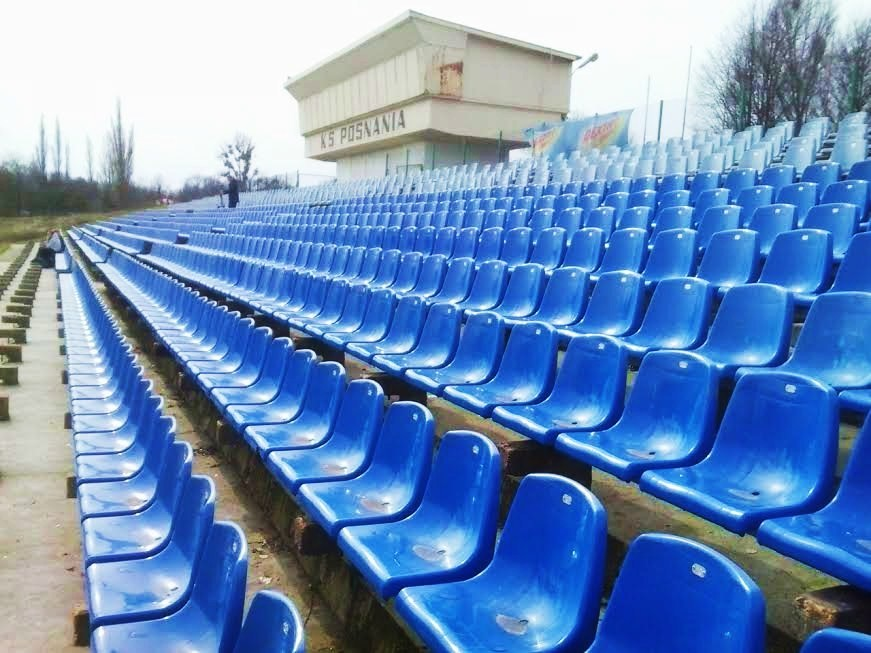
Stadionul din Poznań, str. Słowiańskiej

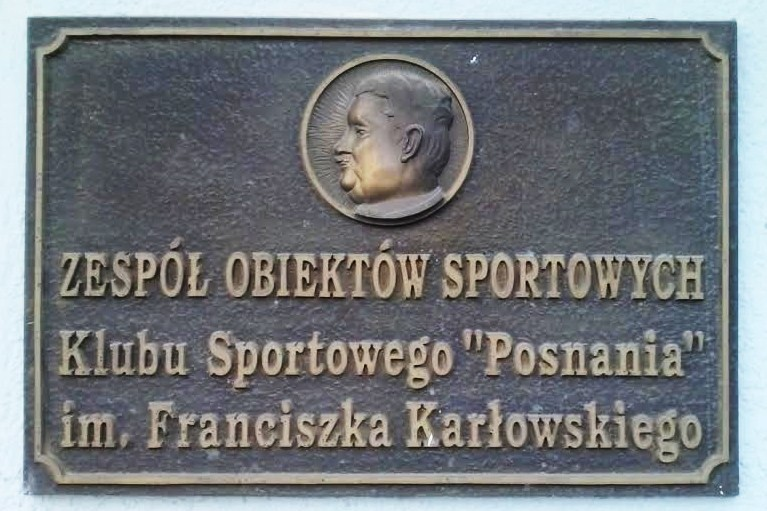
Placa memorială din str. Słowiańskiej

KS Posnania este unul dintre cele mai vechi cluburi sportive din Poznań (Polonia), fondat la 8 mai 1907, inițial doar cu echipa de fotbal și având numele de KS Normania.
În 1912, a avut loc un incident în timpul unui meci dintre KS Normania și FC Brytania. Arbitrul Rhode, care conducea meciul, l-a eliminat pe fotbalistul lui Normania, Marian Sroka, deoarece vorbea în poloneză. În semn de protest, întreaga echipă a părăsit terenul. Ca răspuns, federația germană a aplicat amenzi clubului și a suspendat mai mulți jucători. Curând a avut loc o ședință în care KS Normania, care era afiliată unei federații de fotbal din nord-estul Germaniei (Südostdeutscher Fussball Verband) s-a desființat formal, iar la data de 7 ianuarie 1913, s-a reînființat cu numele Pierwszy Polski Klub Sportowy Posnania. Noul club, împreună cu Warta Poznań rivalizau cu echipele de fotbal germane.
Ulterior, clubul de fotbal Posnania a fost recunoscut ca un continuator al clubului înființat în 1907, iar această dată este considerată „nașterea” clubului din Poznań.
În prezent, secția de fotbal este desființată, dar un număr important de membri ai clubului reprezintă Polonia în competițiile internaționale de caiac-canoe și canotaj. În 2008, clubul a repurtat un succes major la rugby, prin echipa de juniori a clubului care câștigat titlul de campioană a Poloniei.

## Secții active
- Caiac-canoe
- Canotaj
- Rugby
- Natație
- Tenis
- Iahting
- Powerboat racing (curse de viteză cu bărci cu motor)

## Secții desființate
- Box
- Atletism
- Motociclism
- Handbal
- Fotbal
- Volei
- Tir
- Lupte

## Baze sportive
- Complexul sportiv „Posnania” (Poznań, str. Słowiańskiej, nr. 78), compus din:
  - Teren de rugby cu 4000 de locuri
  - Teren de rugby pentru antrenament cu 600 de locuri
  - Terenuri de tenis
  - Bazin de înot
  - Sală de sport
- Alte trei baze pentru sporturi nautice